# Kovács Dávid
Kovács Dávid (Budapest, 1976. március 15. –) a Jobbik egyik alapítója, első elnöke, majd alelnöke. 2008. március 10-én kilépett a pártból. Óraadó a Károli Gáspár Református Egyetemen.

## Életútja
Szülei pedagógusok. Édesapja, dr. Kovács Etele a Testnevelési Egyetem oktatója. Édesanyja, Végh Valéria nyugdíjas általános iskolai tanár. Két testvére van, Attila bátyja középiskolai tanár, míg nővére Anita, könyvtárosként dolgozik. 2002 januárjában végzett az ELTE Bölcsészettudományi Karának történelem szakán. Jelenleg a Károli Gáspár Református Egyetemen tanít a két világháború közötti eszmetörténetről. Gyerekei: Kovács Bence, Kovács Kata, Kovács Máté.

## Munkássága
Egyetemi évei alatt kapcsolódott be a hallgatói önkormányzatok tevékenységébe. 1994 elején belépett a Magyar Igazság és Élet Pártjába. 1998-tól két évig töltötte be az ELTE BTK hallgatói önkormányzatának elnöki tisztségét. 2000 januárjától a Hallgatói Önkormányzatok Országos Konferenciája (HÖOK) elnökségi tagjává választották, a szervezet felsőoktatás-politikai stratégiájának kidolgozása és képviselete volt a feladata. E feladat kapcsán részt vett számos, a HÖOK által jegyzett szakmai anyag elkészítésében, amely többek között olyan kérdésekkel foglalkozik, mint a diákhitel, a kreditrendelet, a hallgatói juttatási rendszer vagy a felsőoktatási törvény módosítása. A HÖOK delegáltjaként tagja volt a Magyar Akkreditációs Bizottságnak (MAB) és az Országos Kredit Tanácsnak (OKT), állandó meghívottként vett részt az Országgyűlés Ifjúsági és Sport Bizottságának, valamint Oktatási és Tudományos Bizottságának a munkájában.

## Jobbik Magyarországért Mozgalom
1999-ben az ekkor megalakuló Jobboldali Ifjúsági Közösség elnökévé választották, amely tisztséget 2002-ig töltötte be. Ebből az országos ifjúsági szervezetből alakult meg a Jobbik Magyarországért Mozgalom nevű párt 2003 október 24-én, aminek az elnökévé választották. A 2006-os országgyűlési választásokon a MIÉP – Jobbik a Harmadik Útnak társelnöke lett. A Jobbik Magyarországért Mozgalomban 2006. november 25-én lejárt az elnöki megbízatása, ezután alelnökké választották, miután az elnöki tisztségre való felkérést visszautasította.
2008. március 10-én a párt másik két alapító tagjával együtt (Nagy Ervin választmányi elnök és Fári Márton a párt etikai bizottságának elnöke) kilépett a pártból. Indoklásuk szerint: „A Jobbik vezetői nem rendelkeznek, nem is rendelkezhetnek semmiféle hatékony eszközzel a Magyar Gárdába belépők megszűrésére, miként az is kérdéses, hogy hosszabb távon sikerülhet-e befolyást gyakorolni a jogilag teljesen különálló egyesületi formában működő Magyar Gárdára. Ez felmérhetetlen, így számunkra vállalhatatlan veszélyforrást jelent egy olyan politikai helyzetben, amikor a hatalom a provokációk és az önmerényletek eszközétől sem riad vissza.”